# Bronnie Ware
Bronnie Ware (* 15. Februar 1967) ist eine australische Buchautorin und Songwriterin.

## Werdegang
Ware arbeitete als Krankenschwester auf der Palliativstation eines Krankenhauses und in Privathaushalten. Ihre Erfahrungen aus der Betreuung todkranker Menschen hielt sie in ihrem Blog Inspiration and Chai fest. Der dort veröffentlichte Artikel The Top Five Regrets of the Dying wurde vielfach verbreitet und erreichte innerhalb eines Jahres mehr als drei Millionen Leser.
Im Jahr 2012 erschien ihr autobiografisches Sachbuch Top Five Regrets of the Dying beim Verlag Hay House. Das Buch entwickelte sich zu einem Bestseller und wurde in 27 Sprachen übersetzt. Die deutsche Übersetzung erschien im März 2013 unter dem Titel 5 Dinge, die Sterbende am meisten bereuen. In ihrem Buch erforscht Ware, dass für Sterbende nicht materielle Wünsche im Vordergrund stehen, sondern die immateriellen Versäumnisse, wie beispielsweise mehr Zeit für Freundschaft, Liebe und kreative Lebensgestaltung. Im Mittelpunkt des Buches steht auch ihre eigene Lebensgeschichte und die Suche nach dem Glück. Das Buch ist im Segment Esoterik / Psychologie / Spiritualität angesiedelt.
2012 wurde sie außerdem Mutter und erkrankte kurz nach der Geburt an Rheumatoider Arthritis. Daraufhin schrieb sie ein weiteres autobiographisches Buch mit dem Schwerpunktthema Krankheit.

## Werke
- The Top Five Regrets of the Dying. A Life Transformed by the Dearly Departing. Hay House, Carlsbad, Kalifornien, USA 2012, ISBN 978-1-4019-4065-2
  - deutsch: 5 Dinge, die Sterbende am meisten bereuen: Einsichten, die Ihr Leben verändern werden. Goldmann Verlag (Arkana), München 2013, ISBN 978-3-442-34129-0.[6]

- Your Year for Change: 52 Reflections For Regret-Free Living, Hay House, London, 2014, ISBN 978-1-78180-386-8
  - deutsch: Leben ohne Reue : 52 Impulse, die uns daran erinnern, was wirklich wichtig ist, Arkana, München 2014, ISBN 978-3-641-14183-7[7]
- Bloom: A Tale of Courage, Surrender, and Breaking Through Upper Limits, Hay House, London, 2017, ISBN 978-1-78180-732-3
  - deutsch: 5 Dinge, die wir von unserer Krankheit lernen können: Mein Weg zum inneren Erblühen, Arkana, München 2018, ISBN 978-3-442-34230-3[8]